# Aneta Rydz
Aneta Rydz (ur. 30 marca 1994 w Pionkach) – polska lekkoatletka, skoczkini wzwyż.
W 2010 roku zdobyła brązowy medal podczas igrzysk olimpijskich młodzieży bijąc w finale swój rekord życiowy (1,79). Ma na koncie medale mistrzostw Polski juniorów, kadetów i młodzików a także ogólnopolskiej olimpiady młodzieży.
W 2011 kontuzja stawu skokowego wyeliminowała ją ze startu w mistrzostwach świata juniorów młodszych.
Młodzieżowa mistrzyni Polski (2016). 

## Osiągnięcia
| Rok  | Impreza                                        | Miejsce  | Pozycja    | Wynik |
| ---- | ---------------------------------------------- | -------- | ---------- | ----- |
| 2010 | Kwalifikacje do igrzysk olimpijskich młodzieży | Moskwa   | 7. miejsce | 1,74  |
| 2010 | Igrzyska olimpijskie młodzieży                 | Singapur | 3. miejsce | 1,79  |
| 2013 | Mistrzostwa Europy juniorów                    | Rieti    | 8. miejsce | 1,81  |
| 2015 | Młodzieżowe mistrzostwa Europy                 | Tallinn  | 5. miejsce | 1,84  |

## Rekordy życiowe
- skok wzwyż (stadion) – 1,87 (26 maja 2017, Łódź)
- skok wzwyż (hala) – 1,82 (29 stycznia 2011, Spała)